# Concord (cratera)
Concord é uma cratera marciana. Tem como característica 20.7 quilômetros de diâmetro. Deve o seu nome a Concord, uma cidade situada em Massachusetts, nos Estados Unidos.